# Stifjorden
Stifjorden (også skrevet Stigfjorden) er en fjord i Dønna og Nesna kommune i Nordland fylke i Norge. Fjorden ligger mellem øerne Dønna i vest og Tomma i øst og går 13 kilometer mod sydøst til de ydre områder af Ranfjorden. Fjorden har indløb mellem Nordøyneset på Dønna i vest og Kervan på Tomma i øst. I syd går fjorden mellem øerne Løkta i vest og Hugla i øst. Mellem Løkta og Dønna går Skipfjorden mod syd.
Fylkesvej 186 går langs vestsiden af fjorden på Dønna, blandt andet gennem Dønnes. 
Ved det nordlige indløb grænser den til Tomfjorden i nordøst, Nordåsværfjorden i nord og Søråsværfjorden i vest.